# داميني (أورن)
داميني هي بلدية في أورن في شمال غرب فرنسا.